# پتونکور
پتونکور (به فرانسوی: Pettoncourt) یک کمون در فرانسه است که در Canton of Château-Salins واقع شده‌است.

## خصوصیات
پتونکور ۴٫۹ کیلومترمربع مساحت و ۲۶۰ نفر جمعیت دارد و ۲۰۵ متر بالاتر از سطح دریا واقع شده‌است.